# 胡萝卜属
胡蘿蔔属（学名：Daucus）是伞形目伞形科下的一个属，为一年生或二年生草本植物。该属共有约60种，分布于欧洲、亚洲、非洲和美洲。